# 前田孝矩
前田 孝矩（まえだ たかのり、寛永4年（1627年） - 元禄6年1月7日（1693年2月1日））は、江戸時代前期の旗本。苗木山前田家の祖。初名利房。通称亀次郎、帯刀、又兵衛。官位は従五位下、伊賀守、相模守、日向守。
前田利孝の次男。母は本多康俊の娘。兄に前田利意、弟妹に前田寄孝（三男、利世、加賀藩士となる前田監物家祖）、子に前田孝始、娘（浅野長賢正室）ら。
承応3年（1654年）12月27日、蔵米2000俵を給され寄合に列する。寛文3年（1663年）11月19日小姓組番士となり、寛文8年（1668年）9月5日、目付代となり肥前国島原に赴く。寛文9年（1669年）7月8日、書院番組頭となり、同年12月25日布衣を着ることを許される。天和2年（1682年）4月21日、上野国邑楽郡、下野国新田郡で500石を加増される。天和3年（1683年）、書院番頭となり、従五位下伊賀守に叙任される。貞享元年（1684年）、土屋政直が大坂城代に就任した時、彼の元に赴く。その後、再び書院番頭に復し、元禄3年（1690年）7月、職を辞し、元禄6年（1693年）、67歳で没する。